# Pleno dominio

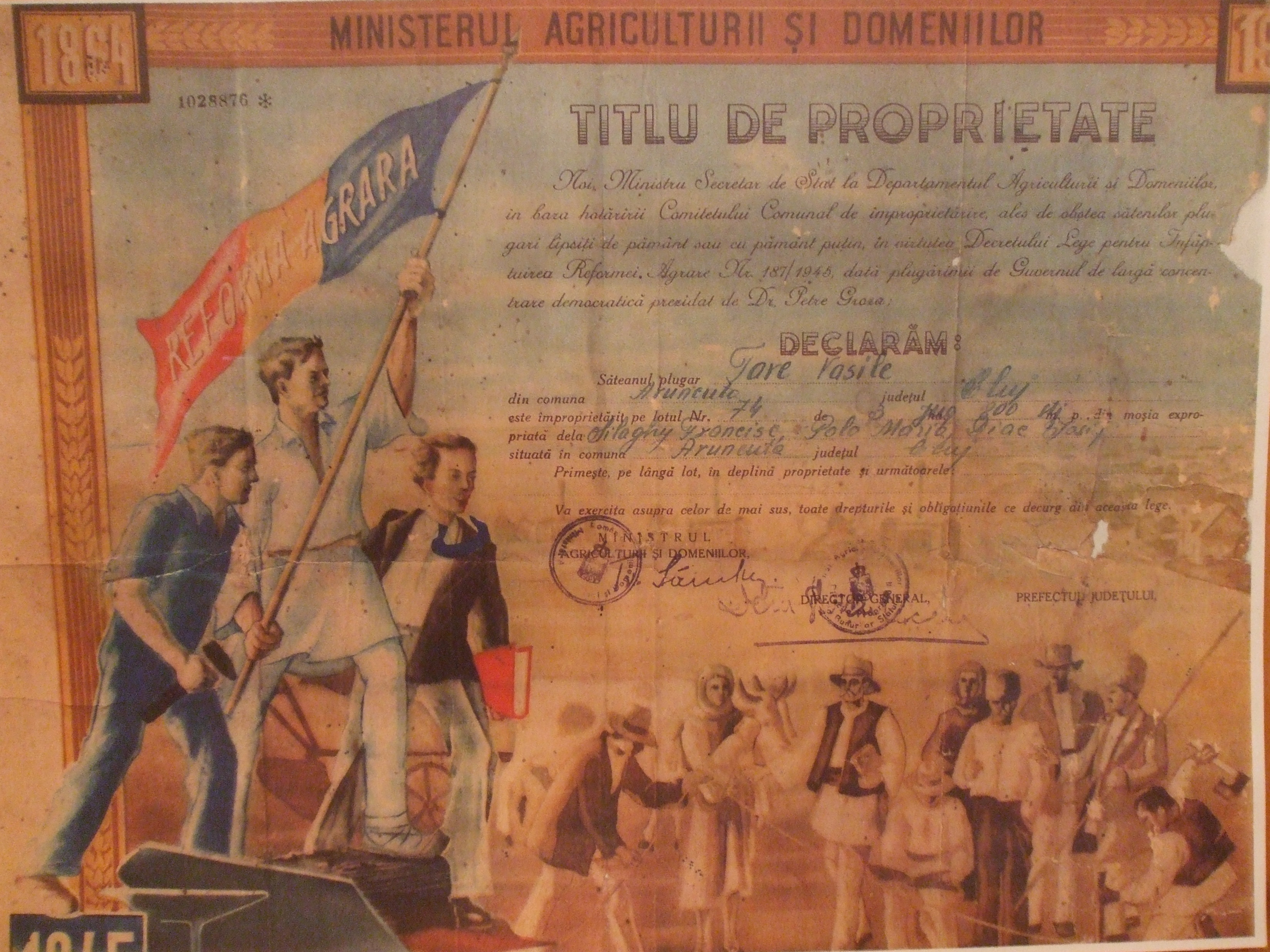
Título de propiedad. Este documento puede establecer el pleno dominio de una persona sobre un bien inmueble, u otros regímenes.

El pleno dominio, dominio pleno, dominio absoluto o plena propiedad es un conjunto de derechos de una persona (física o jurídica) sobre un bien, normalmente inmueble, que «le otorgan la totalidad de facultades que las leyes reconocen al propietario de algo». Es un concepto del Derecho de propiedad, tanto en el Derecho continental como en el Derecho anglosajón (consuetudinario), donde el equivalente es el fee simple. El pleno dominio es un derecho real (sobre una cosa).
El pleno dominio normalmente se compone del usufructo y de la nuda propiedad. Estos 2 componentes son separables y se pueden transmitir por vías diferentes. Por ejemplo, una persona que posea el pleno dominio de un inmueble puede legar a otra el usufructo y vender a una tercera la nuda propiedad.
Si esos 2 componentes se separan, el pleno dominio se extingueː ya nadie lo tiene. Pero se puede restituir (técnicamente "consolidarse el dominio") si, por ejemplo, la persona que tenía la nuda propiedad compra el usufructo, o viceversa. Esta restitución puede obligar al pago de impuestos. Quien tiene el pleno dominio se denomina propietario pleno.